# Cipriano Bencosme
Cipriano Bencosme Comprés (Moca, provincia de Espaillat, 1864 – Jamao al Norte, 19 de noviembre de 1930) fue un hacendado, líder político y guerrillero dominicano que luchó contra la dictadura de Rafael Leónidas Trujillo. Primeramente asociado con el presidente Horacio Vásquez, ocupó cargos públicos como gobernador de Moca en 1912 y diputado tras la restauración constitucional de 1924.
En 1930, se alzó en armas desde su finca en El Mogote, Moca, con alrededor de 500 seguidores para impedir que Trujillo consolidara su poder. Capturado después de refugiarse en Jamao al Norte, fue asesinado por un pelotón del ejército y su cadáver expuesto públicamente como advertencia. Este acto lo convirtió en uno de los primeros mártires de la lucha democrática dominicana.

## Biografía
Cipriano Bencosme Comprés nació en 1864 en el paraje Juan López, jurisdicción de Moca, República Dominicana, en el seno de una familia de hacendados. Dedicado desde joven a la producción agropecuaria, administraba una finca de grandes proporciones en la región montañosa de El Mogote, donde cultivaba café, plátanos, pachulí y otros productos comerciales. Fue conocido en su comunidad por su participación en asuntos públicos, su posición económica y su vinculación  con causas políticas de su época. Diversas fuentes lo describen como una figura activa en la defensa del orden constitucional y con una postura firme ante los acontecimientos políticos nacionales.
Tras el asesinato del presidente Ramón Cáceres en 1911, se integró a la lucha política, inicialmente como conspirador contra el gobierno de Eladio Victoria, apoyando el movimiento horacista liderado por Horacio Vásquez. Participó en la denominada “Revolución de los Dos Meses” (1913), que tuvo como objetivo restablecer el orden institucional. Al año siguiente, se unió a las fuerzas que intentaron derrocar a José Bordas Valdez, participando activamente en los combates del Cibao.
Su figura política se fortaleció durante esta época y fue designado gobernador de la provincia de La Vega en 1912. Posteriormente fue elegido diputado por la provincia de Espaillat en las elecciones de 1924, una vez concluida la ocupación militar de Estados Unidos (1916–1924), período durante el cual también organizó sin éxito una tentativa de rebelión armada contra los marines.

## Vida política y lucha contra Trujillo
Durante su vida pública, Bencosme se caracterizó por su intransigente rechazo a la corrupción, el caudillismo y las imposiciones externas, lo que le posicionó como un defensor de la soberanía nacional. Su finca en El Mogote no solo era un centro agrícola, sino también un punto de reunión política, donde se organizaban tertulias patrióticas y reuniones estratégicas con otros líderes regionales. A pesar de las adversidades, conservó una postura opuesta a todo intento de imponer gobiernos por la vía de la fuerza o el fraude.
En 1930, al producirse el golpe de Estado que depuso a su aliado Horacio Vásquez y que permitió la ascensión de Rafael Leónidas Trujillo al poder, Cipriano Bencosme decidió tomar las armas como forma de resistencia. Consideraba a Trujillo un usurpador, y su oposición fue tanto política como personal: rechazó propuestas de amnistía enviadas por Estrella Ureña y por el propio Trujillo, afirmando que no pactaría con quienes habían traicionado la democracia. La acción de Bencosme lo convertiría en el primer insurgente en oponerse abiertamente al naciente régimen trujillista, lo cual marcó el inicio del periodo represivo que caracterizaría la dictadura por las siguientes tres décadas.